# Joachim Käppner
Joachim Käppner (* 6. Februar 1961 in Bonn) ist ein deutscher Journalist und Historiker.

## Leben
Käppner machte 1980 am Bonner Aloisiuskolleg sein Abitur und studierte Geschichte und Politische Wissenschaften an der Bonner Universität, im Sommersemester 1984 war er an der Hebräischen Universität von Jerusalem.
Ab 1982 arbeitete er als fester freier Mitarbeiter beim General-Anzeiger in Bonn. 1984 machte er ein Praktikum bei der Financial Mail im südafrikanischen Johannesburg. 1986 bis 1987 besuchte Käppner die Deutsche Journalistenschule (DJS) in München. Anschließend war er als freier Journalist unter anderem für das Zeit-Magazin und profil tätig. Von 1992 bis 1999 war er Redakteur und Reporter beim Deutschen Allgemeinen Sonntagsblatt in Hamburg, zuletzt als Ressortleiter für Politik und Wirtschaft.
1998 wurde er an der Forschungsstelle für Zeitgeschichte in Hamburg (FZH) nach erfolgreicher Verteidigung seiner Arbeit Der Holocaust im Spiegel der DDR-Geschichtswissenschaft promoviert.
Käppner trat 1999 in die Redaktion der Süddeutschen Zeitung in München ein. Von 2006 bis 2010 gehörte er zum Leitungsteam der Lokalredaktion. Überdies verfasste er Bücher über militärische und politische Themen.
Käppner erhielt 1999 den Theodor-Wolff-Preis für seine Reportage »Bis die Freiheit aufersteht«, für seine Biografie über Berthold Beitz erhielt er 2011 den mit 10.000 Euro dotierten Deutschen Wirtschaftsbuchpreis.

## Veröffentlichungen (Auswahl)
- Erstarrte Geschichte. Faschismus und Holocaust im Spiegel der Geschichtswissenschaft und Geschichtspropaganda der DDR. Ergebnisse-Verlag, Hamburg 1999, ISBN 3-87916-055-4.
- Die Familie der Generäle. Eine deutsche Geschichte. Berlin-Verlag, Berlin 2007, ISBN 978-3-8270-0708-7.
- Berthold Beitz. Die Biografie. Berlin-Verlag, Berlin 2010, ISBN 978-3-8270-0892-3.
- Profiler. Auf der Spur von Serientätern und Terroristen. Hanser, Berlin 2013, ISBN 978-3-446-24368-2.
- 1941. Der Angriff auf die ganze Welt. Rowohlt, Berlin 2016, ISBN 978-3-87134-826-6.
- 1918 – Aufstand für die Freiheit – die Revolution der Besonnenen. Piper, München 2017, ISBN 978-3-492-05733-2.
- Soldaten im Widerstand: Die Strafdivision 999 1942–1945. Piper Verlag, München 2022, ISBN 978-3-492-07037-9.